# The Unusuals
The Unusuals är en amerikansk TV-serie som är en blandning mellan komedi och drama. Programmet hade premiär den 8 april 2009 på ABC. Själva serien består av 10 avsnitt per säsong. I ett pressmeddelande från ABC beskrivs The Unusuals som "en modern M*A*S*H-serie" som "utforskar den djupa dramatiken och den galna komedin i New York City värld av detektiver där alla poliser har sina egna hemligheter."

## Handling
Detektiven Casey Shraeger (Amber Tamblyn) har precis blivit förflyttad till NYPD:s mordenhet från Vice och hamnar jämt och ständigt bland pistolkulor och döda kroppar. Då hon börjat arbeta med sina nya uppgifter, upptäcker Casey att gruppen hon jobbar åt är full av hemligheter. Detta är positivt eftersom hon behåller några för sig själv.